# Psyllaephagus bulgaricus
Psyllaephagus bulgaricus är en stekelart som beskrevs av Hoffer 1977. Psyllaephagus bulgaricus ingår i släktet Psyllaephagus och familjen sköldlussteklar.
Artens utbredningsområde är Bulgarien. Inga underarter finns listade i Catalogue of Life.